# De levenstuinen van het Groot Hontschoten

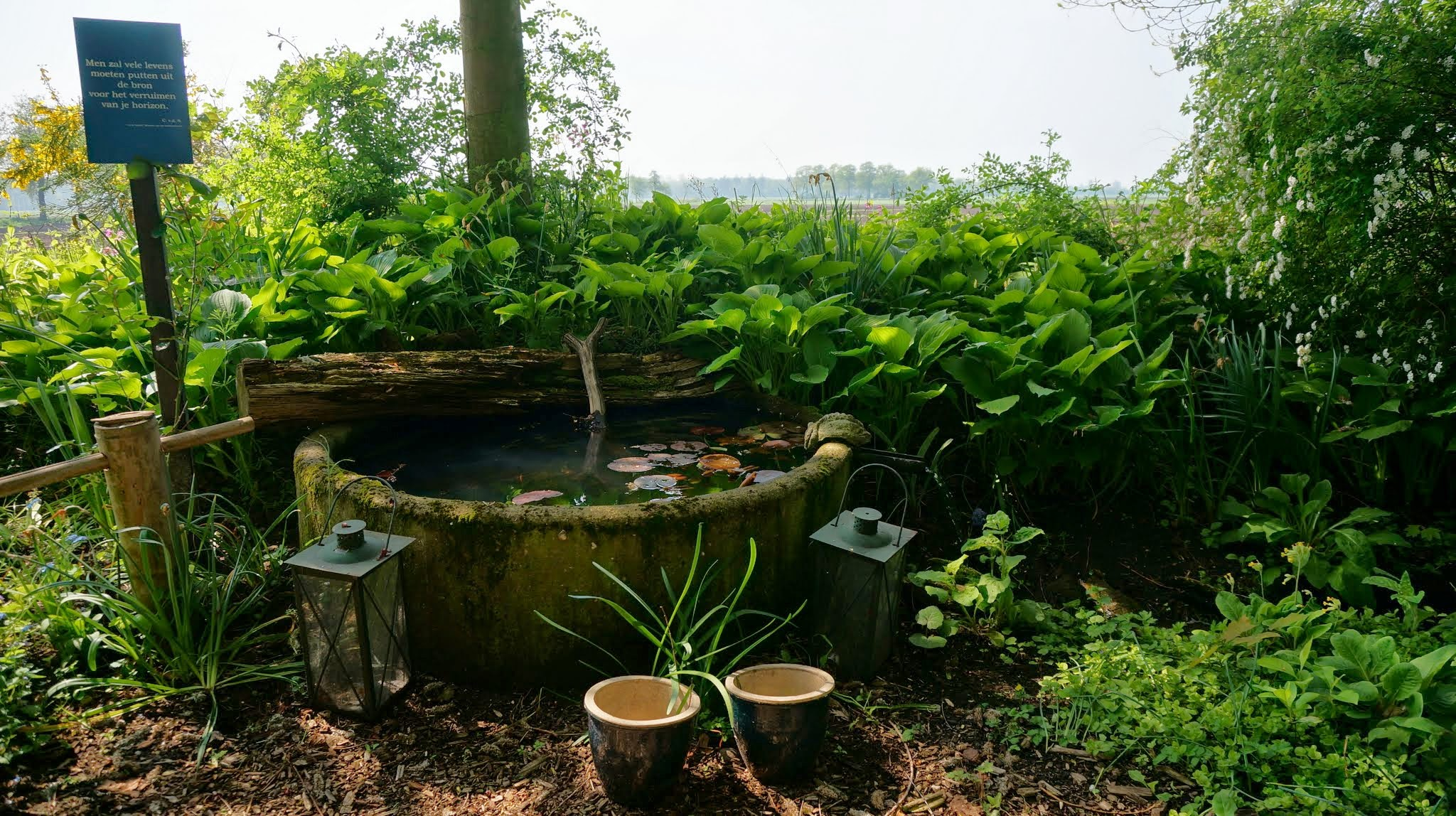
Zahrada De levenstuinen van het Groot Hontschoten v Gelderland Teuge, Nizozemí

De levenstuinen van het Groot Hontschoten (zahrada života Groot Hontschoten) je zahrada upravená podle filozofických zenových principů v Nizozemí. Zahrada se nachází v Gelderland Teuge a je obklopena loukami.

## Památky
Zahrada má celkovou rozlohu 1,6 ha a jednotlivé části mají představovat etapy lidského života. Ten je znázorněn jako začátek v okamžiku početí a konec v okamžiku smrti. Zahrady jsou v dostupných zdrojích charakterizovány jako kombinace západních a východních vlivů. V hotelové zahradě je k dispozici čajovna, čajový pavilon, chrám se svatými různých náboženství (prostředí pro meditace), altán, ptačí dům s pávy, zenová zahrada, umělým vodopádem a různé vodní prvky a umělecká díla. Za srdce úpravy je podle oficiálního webu autorů považována 'Jardins de la Vie' (bílá zahrada).

## Historie
Dva zakladatelé pozemky v Hont Big Shots zakoupili v roce 1993. Na dvouakrovém poli kukuřice a pastvin s rybníky byla vykopána a vysazena zahrada. V roce 1997 byla tato soukromá zahrad zpřístupněna veřejnosti.

## Ekonomická stránka projektu
Přístup do zahrady je zpoplatněn. K dispozici je také galerie a výstavní prostor, kde jsou prodávány obrazy a sochy.